# Optimumskurve
In der Biologie und verwandten Gebieten ist eine Optimumskurve (auch Toleranzkurve oder  Reaktionskurve genannt) die grafische Darstellung der Überlebensfähigkeit, Wachstumsrate o. Ä. eines Organismus in Abhängigkeit eines bestimmten Umweltfaktors wie Temperatur oder Luftfeuchtigkeit. Beim für den Organismus optimalen Wert des betrachteten Umweltfaktors besitzt die Optimumskurve ein Maximum, und links und rechts davon in der Regel monoton abfallende Flanken.
Ferner wird der Begriff auch in anderen Disziplinen verwandt, beispielsweise in der Agronomie bei der Diskussion des Ernteertrags eines Feldes in Abhängigkeit vom Düngereintrag, oder in der Chemie bei der Diskussion der Reaktionsgeschwindigkeit oder -ausbeute in Abhängigkeit eines experimentell variierbaren Parameters.